# Pohár FAČR 2019-2020
La Coppa della Repubblica Ceca 2019-2020 di calcio (in ceco Pohár české pošty) è stata la 27ª edizione del torneo, iniziata il 26 luglio 2019 e terminata il 1º luglio 2020. Lo Slavia Praga era la squadra campione in carica. Lo Sparta Praga ha conquistato il trofeo per la settima volta nella sua storia.

## Turno preliminare
Al turno preliminare partecipano 108 squadre, provenienti dalla Česka fotbalová liga, dalla Moravskoslezská fotbalová liga e dal quarto livello e del campionato ceco di calcio.
| Squadra 1                      | Risultato       | Squadra 2              |
| ------------------------------ | --------------- | ---------------------- |
| 26 luglio 2019                 |                 |                        |
| FC Vsetín                      | 3 – 5           | Valašské Meziříčí      |
| 27 luglio 2019                 |                 |                        |
| Olesnice                       | 1 – 0           | Nové Sady              |
| Polanka nad Odrou              | 0 – 3           | Nový Jičín             |
| Skaštice                       | 2 – 2 (3-2 dtr) | Blansko                |
| Start Brno                     | 1 – 5           | Vrchovina              |
| Zdar na Sazavou                | 1 – 2           | Humpolec               |
| Sokol Želetava                 | 2 – 4 (dts)     | Tasovice               |
| Frýdlant nad Ostravicí         | 0 – 2           | Dolní Benešov          |
| 28 luglio 2019                 |                 |                        |
| Unie Hlubina                   | 3 – 1           | České Heřmanice        |
| Broumov                        | 0 – 4           | FC Strání              |
| Bruntal                        | 2 – 3           | Jiskra Rýmařov         |
| TJ Slovan Bzenec               | 0 – 2           | Rosice                 |
| Detmarovice                    | 2 – 1           | TJ ŽD Bohumín          |
| Beskyd Frenštát                | 3 – 0           | Kozlovice              |
| Havířov                        | 1 – 2           | Hlučín                 |
| 1. HFK Olomouc                 | 2 – 0           | Vyškov                 |
| Lanzhot                        | 3 – 1           | Hodonín-Šardice        |
| Sokol Nevšová                  | 0 – 9           | Slavičín               |
| Prerov                         | 0 – 5           | Viktoria Otrokovice    |
| Slavoj Polná                   | 1 – 3           | Stará Říše             |
| Šumperk                        | 1 – 6           | Hanácká                |
| FC Spartak Velká Bíteš         | 1 – 3           | Velké Meziříčí         |
| Tatran Všechovice              | 3 – 2           | Hranice                |
| SK Tatran Ždírec nad Doubravou | 1 – 0           | Slovan Havlíčkův Brod  |
| 31 luglio 2019                 |                 |                        |
| FK Spartak Soběslav            | 3 – 0           | Jindrichuv Hradec      |
| 2 agosto 2019                  |                 |                        |
| MFK Dobříš                     | 5 – 2           | Klatovy                |
| 3 agosto 2019                  |                 |                        |
| Dvůr Králové                   | 3 – 1           | SK Benátky nad Jizerou |
| Kladno                         | 2 – 0           | Ostrov                 |
| Sparta Kutná Hora              | 0 – 1           | Meteor Praga VIII      |
| FK Seko Louny                  | 0 – 2           | FK Brandýs nad Labem   |
| Chomutov                       | 1 – 0           | Neratovice-Byškovice   |
| FK Komárov                     | 1 – 0           | Hořovicko              |
| SK Petřín Plzeň                | 1 – 2           | Hostoun                |
| Admira Praga                   | 2 – 1           | Sokol Živanice         |
| Beroun                         | 3 – 0           | TJ Tatran Rakovník     |
| Brezova                        | 3 – 2           | Senco Doubravka        |
| Arsenal Česká Lípa             | 2 – 2 (2-3 dtr) | Motorlet Praga         |
| Hlinsko                        | 0 – 1           | Kolín                  |
| Union Cheb                     | 3 – 5           | FK Zbuzany 1953        |
| OEZ Letohrad                   | 1 – 0           | Čáslav                 |
| Libcany                        | 3 – 2           | Nymburk                |
| FC Viktoria Mariánské Lázně    | 2 – 0           | Rakovník               |
| Slovan Moravská Třebová        | 0 – 5           | Vysoké Mýto            |
| Náchod-Deštné                  | 3 – 0           | Horky nad Jizerou      |
| TJ Nová Včelnice               | 0 – 10          | TJ Tatran Sedlčany     |
| Nove Sedlo                     | 0 – 5           | Baník Souš             |
| Poříčany                       | 2 – 4           | Český Brod             |
| Přední Kopanina                | 1 – 3           | SS Ostrá               |
| Rokycany                       | 1 – 2           | Aritma Praga           |
| Skalice                        | 0 – 2           | Sokol Libiš            |
| Slaný                          | 3 – 2           | TJ Přeštice            |
| Sokol Srbice                   | 2 – 2 (3-2 dtr) | Sokol Brozany          |
| Mondi Štětí                    | 3 – 4 (dts)     | Velke Hamry            |
| 7 agosto 2019                  |                 |                        |
| Trutnov                        | 0 – 3           | Prepere                |

## Primo turno
Al primo turno accedono le 54 squadre vincitrici del turno preliminare e 32 squadre della Druhá liga, della Česka fotbalová liga e della Moravskoslezská fotbalová liga.
| Squadra 1                      | Risultato       | Squadra 2                   |
| ------------------------------ | --------------- | --------------------------- |
| 7 agosto 2019                  |                 |                             |
| Náchod-Deštné                  | 0 – 5           | Viktoria Žižkov             |
| 13 agosto 2019                 |                 |                             |
| Kladno                         | 1 – 2           | Štěchovice                  |
| FK Brandýs nad Labem           | 0 – 10          | Ústí nad Labem              |
| Brezova                        | 0 – 3           | FC Viktoria Mariánské Lázně |
| Meteor Praga VIII              | 1 – 3           | Chrudim                     |
| 14 agosto 2019                 |                 |                             |
| Aritma Praga                   | 0 – 1           | Admira Praga                |
| Beroun                         | 0 – 7           | Dukla Praga                 |
| Český Brod                     | 1 – 3           | FC Slovan Velvary           |
| Detmarovice                    | 1 – 7           | Fotbal Třinec               |
| FK Komárov                     | 0 – 1           | Loko Vltavín                |
| Beskyd Frenštát                | 1 – 2           | Hlučín                      |
| 1. HFK Olomouc                 | 0 – 3           | Zbrojovka Brno              |
| Unie Hlubina                   | 1 – 2           | Dolní Benešov               |
| Hostoun                        | 2 – 1           | Karlovy Vary                |
| Humpolec                       | 0 – 9           | Vysočina Jihlava            |
| Kolín                          | 0 – 1           | Jiskra Ústí nad Orlicí      |
| Hanácká                        | 2 – 2 (3-4 dtr) | Vítkovice                   |
| Lanzhot                        | 1 – 1 (3-1 dtr) | Znojmo                      |
| OEZ Letohrad                   | 0 – 3           | Hradec Králové              |
| Sokol Libiš                    | 0 – 2           | Zápy                        |
| Motorlet Praga                 | 4 – 0           | Chomutov                    |
| Nový Jičín                     | 2 – 3           | Frýdek-Místek               |
| Olesnice                       | 2 – 1           | Viktoria Otrokovice         |
| Prepere                        | 6 – 2           | Dvůr Králové                |
| Rosice                         | 4 – 2           | Velké Meziříčí              |
| Jiskra Rýmařov                 | 2 – 3           | Uničov                      |
| TJ Tatran Sedlčany             | 0 – 4           | Táborsko                    |
| Skaštice                       | 3 – 5           | Líšeň                       |
| FK Spartak Soběslav            | 0 – 2           | Benešov                     |
| Baník Souš                     | 0 – 3           | Baník Sokolov               |
| Sokol Srbice                   | 1 – 2           | Králův Dvůr                 |
| FC Strání                      | 1 – 3           | Prostějov                   |
| Valašské Meziříčí              | 4 – 2 (dts)     | Slavičín                    |
| Velke Hamry                    | 0 – 4           | Varnsdorf                   |
| Tatran Všechovice              | 0 – 4           | FC Odra Petřkovice          |
| FK Zbuzany 1953                | 1 – 3           | Jiskra Domažlice            |
| SK Tatran Ždírec nad Doubravou | 3 – 1 (dts)     | Stará Říše                  |
| Libcany                        | 0 – 3           | Chlumec nad Cidlinou        |
| SS Ostrá                       | 1 – 3           | Graffin Vlašim              |
| Slaný                          | 0 – 4           | Slavoj Vyšehrad             |
| MFK Dobříš                     | 0 – 2           | Písek                       |
| 20 agosto 2019                 |                 |                             |
| Tasovice                       | 0 – 1           | Vrchovina                   |
| Vysoké Mýto                    | 0 – 2           | Pardubice                   |

## Secondo turno
Al secondo turno accedono le 43 squadre vincitrici del primo turno e 11 squadre militanti nella 1. liga.
| Squadra 1                      | Risultato       | Squadra 2          |
| ------------------------------ | --------------- | ------------------ |
| 27 agosto 2019                 |                 |                    |
| Dolní Benešov                  | 2 – 3           | Prostějov          |
| Rosice                         | 1 – 5           | Sigma Olomouc      |
| Valašské Meziříčí              | 0 – 5           | Fotbal Třinec      |
| Vrchovina                      | 0 – 5           | Slovácko           |
| 28 agosto 2019                 |                 |                    |
| Chlumec nad Cidlinou           | 2 – 1           | Příbram            |
| Jiskra Domažlice               | 2 – 2 (4-3 dtr) | Ústí nad Labem     |
| Frýdek-Místek                  | 1 – 3           | Karviná            |
| Králův Dvůr                    | 0 – 2           | Dukla Praga        |
| Lanzhot                        | 1 – 3           | Baník Ostrava      |
| FC Viktoria Mariánské Lázně    | 2 – 5           | Slovan Liberec     |
| Táborsko                       | 4 – 4 (3-5 dtr) | Varnsdorf          |
| Motorlet Praga                 | 0 – 5           | Slavoj Vyšehrad    |
| FC Odra Petřkovice             | 3 – 4 (dts)     | Zbrojovka Brno     |
| Olesnice                       | 0 – 6           | Opava              |
| Písek                          | 1 – 3           | Teplice            |
| Prepere                        | 0 – 1           | Chrudim            |
| Uničov                         | 1 – 4           | Trinity Zlín       |
| Jiskra Ústí nad Orlicí         | 0 – 2           | Dyn. Č. Budějovice |
| FC Slovan Velvary              | 0 – 1           | Viktoria Žižkov    |
| Loko Vltavín                   | 2 – 1           | Graffin Vlašim     |
| Zápy                           | 2 – 3           | Bohemians 1905     |
| SK Tatran Ždírec nad Doubravou | 0 – 4           | Líšeň              |
| Štěchovice                     | 1 – 4           | Baník Sokolov      |
| 3 settembre 2019               |                 |                    |
| Benešov                        | 2 – 1           | Pardubice          |
| 4 settembre 2019               |                 |                    |
| Admira Praga                   | 1 – 2           | Hradec Králové     |
| Hostoun                        | 1 – 6           | Vysočina Jihlava   |
| 10 settembre 2019              |                 |                    |
| Hlučín                         | 4 – 2           | Vítkovice          |

## Terzo turno
Al terzo turno accedono le 27 squadre vincitrici del secondo turno e le 5 squadre meglio classificate nella 1. liga 2018-2019.
| Squadra 1            | Risultato | Squadra 2          |
| -------------------- | --------- | ------------------ |
| 24 settembre 2019    |           |                    |
| Benešov              | 1 – 3     | Slovácko           |
| Baník Sokolov        | 0 – 1     | Opava              |
| Varnsdorf            | 1 – 2     | Trinity Zlín       |
| 25 settembre 2019    |           |                    |
| Jiskra Domažlice     | 1 – 3     | Dukla Praga        |
| Hlučín               | 1 – 3     | Viktoria Plzeň     |
| Karviná              | 0 – 2     | Viktoria Žižkov    |
| Slavia Praga         | 8 – 0     | Slavoj Vyšehrad    |
| Loko Vltavín         | 1 – 4     | Lok. Č. Budějovice |
| Vysočina Jihlava     | 1 – 2     | Sparta Praga       |
| Slovan Liberec       | 3 – 1     | Prostějov          |
| Baník Ostrava        | 2 – 0     | Hradec Králové     |
| 1º ottobre 2019      |           |                    |
| Mladá Boleslav       | 4 – 2     | Chrudim            |
| Jablonec             | 3 – 2     | Zbrojovka Brno     |
| Sigma Olomouc        | 4 – 2     | Líšeň              |
| Teplice              | 2 – 1     | Fotbal Třinec      |
| 2 ottobre 2019       |           |                    |
| Chlumec nad Cidlinou | 2 – 1     | Bohemians 1905     |

## Ottavi di finale
| Squadra 1            | Risultato   | Squadra 2       |
| -------------------- | ----------- | --------------- |
| 29 ottobre 2019      |             |                 |
| Opava                | 0 – 2 (dts) | Jablonec        |
| Sigma Olomouc        | 4 – 0       | Dukla Praga     |
| 30 ottobre 2019      |             |                 |
| Chlumec nad Cidlinou | 3 – 4 (dts) | Viktoria Plzeň  |
| Mladá Boleslav       | 3 – 1       | Trinity Zlín    |
| Lok. Č. Budějovice   | 0 – 4       | Sparta Praga    |
| Baník Ostrava        | 2 – 0 (dts) | Slavia Praga    |
| Slovan Liberec       | 2 – 0       | Teplice         |
| 6 novembre 2019      |             |                 |
| Slovácko             | 3 – 1 (dts) | Viktoria Žižkov |

## Quarti di finale
| Squadra 1      | Risultato       | Squadra 2      |
| -------------- | --------------- | -------------- |
| 4 marzo 2020   |                 |                |
| Sigma Olomouc  | 3 – 1           | Jablonec       |
| Viktoria Plzeň | 4 – 2           | Mladá Boleslav |
| Slovácko       | 0 – 0 (2-4 dtr) | Slovan Liberec |
| Sparta Praga   | 5 – 0           | Baník Ostrava  |

## Semifinali
| Squadra 1      | Risultato | Squadra 2      |
| -------------- | --------- | -------------- |
| 17 giugno 2020 |           |                |
| Sigma Olomouc  | 1 – 2     | Slovan Liberec |
| Sparta Praga   | 2 – 1     | Viktoria Plzeň |

## Finale
| Arbitro: | Pavel Královec |

|           |           |                               |
| Pešek 50’ | Marcatori | 66’ Karlsson 73’ (rig.) Kanga |